# Municipio de Salt Pond
El municipio de Salt Pond (en inglés: Salt Pond Township) es un municipio ubicado en el condado de Saline en el estado estadounidense de Misuri. En el año 2010 tenía una población de 2035 habitantes y una densidad poblacional de 15,89 personas por km².

## Geografía
El municipio de Salt Pond se encuentra ubicado en las coordenadas 38°59′21″N 93°25′27″O / 38.98917, -93.42417. Según la Oficina del Censo de los Estados Unidos, el municipio tiene una superficie total de 128.06 km², de la cual 126.54 km² corresponden a tierra firme y (1.18%) 1.52 km² es agua.

## Demografía
Según el censo de 2010, había 2035 personas residiendo en el municipio de Salt Pond. La densidad de población era de 15,89 hab./km². De los 2035 habitantes, el municipio de Salt Pond estaba compuesto por el 95.33% blancos, el 1.28% eran afroamericanos, el 0.25% eran amerindios, el 0.49% eran asiáticos, el 0.05% eran isleños del Pacífico, el 0.64% eran de otras razas y el 1.97% pertenecían a dos o más razas. Del total de la población el 1.52% eran hispanos o latinos de cualquier raza.